# Departamento de Valle Grande
Valle Grande es un departamento en la provincia de Jujuy en el norte de Argentina. Entre 1924 y 1938 el departamento se llamó Gobernador Tello, en homenaje al exgobernador Eugenio Tello.

## Superficie y límites
El departamento tiene una superficie de 962 km², lo que al año 2010 determina una densidad de 2.5 hab/km².

Limita al noreste con la provincia de Salta, al noroeste con el departamento Humahuaca, al suroeste con el departamento Tilcara y al sureste con el departamento Ledesma.

## Población
Contó con 2451 habitantes (Indec, 2010), lo que representó un incremento del 2.72 % frente a los 2386 habitantes (Indec, 2001) del censo anterior.
Para el censo 2022 el departamento registró 2509 habitantes. Esto representó un aumento en la cantidad de personas del 2,4%, mucho mayor que el crecimiento poblacional provincial.Estos datos le valieron ser el tercer departamento que menos creció y el tercero más despoblado de la provincia.
| Gráfica de evolución demográfica de Departamento Valle Grande entre 1991 y 2022 |
|                                                                                 |
| Fuente: censos nacionales del INDEC                                             |

## Localidades
Según datos correspondientes al censo del año 2010, la población se distribuye de modo homogéneo entre las pequeñas localidades de departamento.
- Pampichuela 130 hab.
- Valle Colorado 146 hab.
- Caspalá 225 hab.
- Santa Ana 416 hab.
- San Francisco 504 hab.
- Valle Grande 538 hab.

## Salud y educación
El departamento cuenta con 10 centros de salud, la mayoría de ellos dedicados a la atención primaria.
Según datos oficiales, en el año 2011 el departamento contaba con un total de 21 establecimientos educativos de gestión pública, que atienden los requerimientos de niños y jóvenes desde el jardín de infantes hasta el nivel secundario.

## Características geográficas
El departamento está ubicado sobre el centro este de la provincia, en una zona caracterizada por bosques de montaña o nuboselvas. Junto con los departamentos de San Pedro, Ledesma y Santa Bárbara, forma parte de la región conocida como El Ramal o Yungas.

Hay varios cursos de agua, como los ríos Valle Grande, San Lucas, Jordán, San Francisco, Santa Rosa, Acheral, Sunchal, Duraznal o Tormenta y Yerba Buena. El río Jordán presenta la particularidad de que en su curso se forman piletones de aguas termales.

El departamento está limitado por las serranías de Zenta en el norte y la serranía de Calilegua en el sur.

## Sismicidad
La sismicidad del área de Jujuy es frecuente y de intensidad baja, y un silencio sísmico de terremotos medios a graves cada 40 años.
- Sismo de 1863: aunque dicha actividad geológica catastrófica, ocurre desde épocas prehistóricas, el terremoto del 4 de enero de 1863 (162 años),[14] señaló un hito importante dentro de la historia de eventos sísmicos jujeños, con 6.4 Richter.[13]
- Sismo de 1948: el 25 de agosto de 1848 (176 años) con 7.0 Richter, el cual destruyó edificaciones y abrió numerosas grietas en inmensas zonas[14][13]
- Sismo de 2011: el 6 de octubre de 2011 (13 años) con 6.2 Richter, produjo rotura de vidrios y mampostería.[13]